# Carcelia fujianensis
Carcelia fujianensis là một loài ruồi trong họ Tachinidae.